# Eichoichemus connexus
Eichoichemus connexus là một loài ruồi trong họ Asilidae. Eichoichemus connexus được Wiedemann miêu tả năm 1828. Loài này phân bố ở vùng Tân nhiệt đới.